# Jadranka Kosor
Pour les articles homonymes, voir Kosor.
Jadranka Kosor (ˈjadranka ˈkɔsɔr), née le 1er juillet 1953 à Pakrac en Croatie, est une femme politique croate et Première ministre de Croatie du 6 juillet 2009 au 23 décembre 2011.
Élue députée à la Diète pour la première fois en 1995, elle occupe des fonctions de premier plan au sein de l'Union démocratique croate (HDZ). En 2003, à la suite de l'arrivée au pouvoir d'Ivo Sanader, elle est nommée vice-Première ministre et ministre de la Famille. En 2005, elle échoue à se faire élire présidente de la République face au sortant, Stjepan Mesić, qui la devance au second tour de scrutin.
Elle est reconduite dans ses fonctions gouvernementales deux ans plus tard, à la suite de la victoire de la HDZ aux élections législatives, puis est choisie pour remplacer Sanader, démissionnaire surprise, comme Première ministre. Première femme à occuper cette responsabilité, elle prend dans le même temps la direction de la HDZ. Elle est remplacée deux ans plus tard par le social-démocrate Zoran Milanović.

## Éléments personnels

### Formation et carrière
Elle achève son enseignement secondaire à Lipik, puis intègre l'université de Zagreb, où elle obtient un diplôme de droit. Elle commence à travailler en 1972 comme journaliste, en tant que correspondante pour le journal Večernji list et Radio Zagreb (en). En 1991, au cours de la guerre d'indépendance croate, elle anime des émissions de radio à destination des réfugiés, un sujet qu'elle couvre également pour le journal d'informations de la radio croate. Elle n'exerce plus aucune activité professionnelle depuis 1995.

### Vie privée
Mère d'un fils, prénommé Lovro, elle parle couramment anglais et a des bases en allemand.

## Parcours politique

### Activité militante
Élue vice-présidente de la HDZ en 1995, elle renonce à ce poste deux ans plus tard, puis prend en 1998 la présidence de l'association des femmes du parti « Katarina Zrinski ». Elle y renonce en 2002 pour retrouver la vice-présidence de la formation.
En juillet 2009, elle est désignée présidente de l'Union démocratique croate en remplacement d'Ivo Sanader, étant la première femme à diriger le parti fondé par Franjo Tudjman.

### Députée, puis ministre
Elle entre à la Diète croate (Sabor) en 1995, et se voit réélue en 2000 puis 2003, cette année-là est marquée par le retour de la HDZ au pouvoir, et elle est choisie par Ivo Sanader pour occuper les postes de Vice-Première ministre et ministre de la Famille, des Anciens Combattants et de la Solidarité entre les générations dans son cabinet minoritaire.
Deux ans plus tard, elle se présente à l'élection présidentielle et réussit, avec 20 % des voix, à contraindre le président sortant, Stjepan Mesić, à un second tour, qu'elle perd avec à peine 33 % des suffrages. Elle est alors la première femme à avoir franchi le cap du premier tour à la présidentielle en Croatie. À la suite de la nouvelle victoire de son parti aux législatives des 24 et 25 novembre 2007, elle est reconduite dans ses fonctions gouvernementales par Sanader, dans son nouveau gouvernement de coalition.

### Première ministre

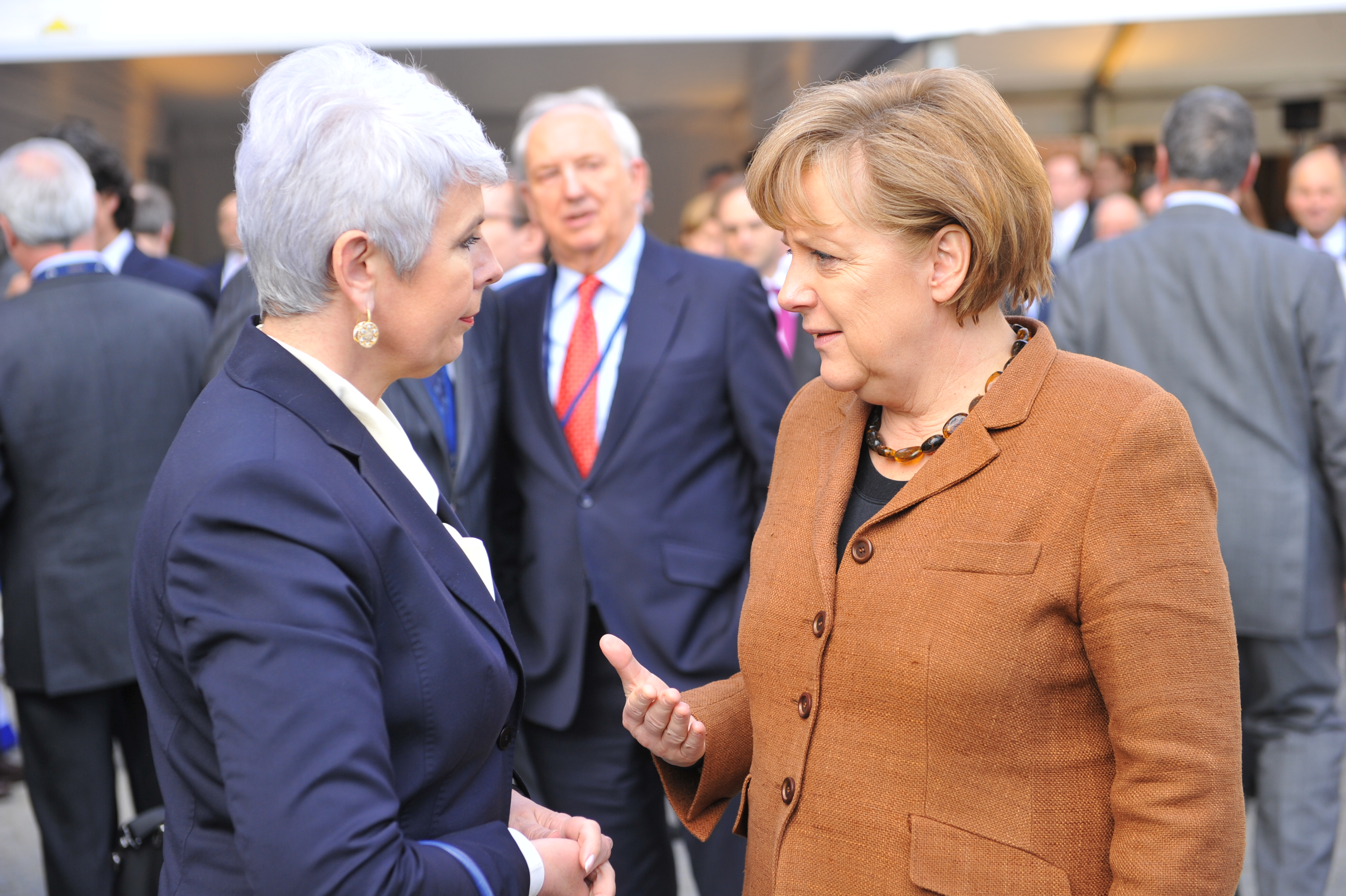
Jadranka Kosor et la chancelière allemande Angela Merkel, en 2011.

Le 1er juillet 2009, le populaire Premier ministre, Ivo Sanader, annonce brusquement sa démission et son retrait de la vie politique, sans avancer de réelle raison. Deux jours plus tard, sur recommandation de la HDZ, le président Stjepan Mesić désigne Jadranka Kosor Première ministre, celle-ci devenant la première femme à occuper ce poste. Elle obtient l'investiture de la Diète le 6 juillet suivant, par 83 voix contre 45. 
Moins de deux mois plus tard, elle trouve un accord avec le président du gouvernement slovène Borut Pahor pour confier à l'Union européenne (UE) le soin d'arbitrer un différend entre les deux pays à propos de leur frontière maritime, ce qui permet de relancer le processus d'adhésion de la Croatie à l'UE. Elle fait face, en février 2011, à une violente manifestation, officiellement convoquée en soutien aux anciens combattants poursuivis pour crimes de guerre, au cours de laquelle les participants dénoncent la corruption, le chômage, la dégradation de la situation économique, et appellent à sa démission.
Lors de la commémoration du seizième anniversaire de l'opération Tempête, Jadranka Kosor, en saluant la mémoire d'Ante Gotovina et Mladen Markač (en)a heurté les proches des victimes serbes de cette guerre qui a fait plus de 20 000 morts et 500 000 déplacés. Selon le tribunal pénal international pour l'ex-Yougoslavie, les anciens généraux ont laissé, sous leur autorité, massacrer plusieurs centaines de civils serbes. Ils ont été condamnés au mois d'avril 2011 pour crimes de guerre et crimes contre l'humanité respectivement à vingt-quatre et dix-huit ans de prison, mais ont été acquittés par le même Tribunal le 16 novembre 2012.

### Échec de 2011 et expulsion de la HDZ
Le 4 décembre 2011, la HDZ, soupçonnée de financement illégal de plusieurs campagnes électorales, ne remporte que 47 députés sur 151 aux élections législatives, alors que la Coalition Cocorico, alliance de centre gauche, en obtient 80. Elle est remplacée, dix-neuf jours plus tard, par Zoran Milanović, président du Parti social-démocrate de Croatie (SDP) et chef de file de la coalition Cocorico.
En mars 2013, elle est exclue de la HDZ pour ses critiques répétées contre le parti.